# كورنواليت
كورنواليت هو معدن من معادن الزرنيخات لفلز النحاس، ويتكون كيميائياً من هيدروكسيد زرنيحات النحاس وله الصيغة الكيميائية Cu5(AsO4)2(OH)4؛ ولبلوراته لون أخضر فاقع، وتتبع بلوراته نظام بلوري أحادي الميل.
وصف هذا المعدن لاول مرة سنة 1846، وأطلقت عله هذه التسمية نسبةً إلى مكان اكتشافه في مقاطعة كورنوال الإنجليزية.